# Host card emulation
Emulação de Cartão Host (HCE) é o software de arquitetura que fornece uma representação virtual exata de vários cartões de identidade eletrônica (acesso, transporte e bancário) usando apenas software. Antes da arquitetura HCE, transações NFC eram normalmente feitas usando elementos seguros.
HCE habilita aplicações mobile rodando sistemas operacionais suportados para oferecer soluções de cartão de pagamento e cartão de acesso independente de terceiros, enquanto aproveita processos criptográficos tradicionalmente usados por elementos seguros baseados em hardware sem a necessidade de um elemento físico seguro. Essa tecnologia habilita comerciantes a oferecer soluções de cartões de pagamento de uma maneira mais fácil, com soluções de pagamento sem contato de circuito fechado móvel, oferecendo distribuição a tempo real de cartões de pagamento. Também permite um cenário de implantação fácil que não requer alterações no software dentro dos terminais de pagamento.

## História
O termo "Emulação de Cartão Host" (HCE) foi criado em 2012 por Doug Yeager e Ted Fifelski, os fundadores da SimplyTapp, Inc., descrevendo a capacidade de abrir um canal de comunicação entre um terminal de pagamentos sem contato e um elemento seguro hospedado remotamente  que contém dados financeiros do cartão de pagamento, permitindo que as transações financeiras sejam conduzidos de um terminal de ponto de venda. Aplicaram esta nova tecnologia no sistema operacional Android. Naquele tempo, a RIM teve uma funcionalidade semelhante, chamando-o de "emulação de Alvo Virtual", que deveria estar disponível no BlackBerry Bold 9900 dispositivo, através do sistema operacional BB7. Antes de HCE, emulação de cartões só existia no espaço físico, que significa que um cartão podia ser apenas replicado com hardware de elemento seguro multi-uso que normalmente está localizado dentro do corpo de um smartphone.
Após a aprovação do HCE pelo Android, a Google tinha a esperança de que incluindo HCE no maior sistema operacional móvel (que por essa altura cobria 80% do mercado), iria oferecer ao ecossistema de pagamentos Android uma chance de crescer mais rapidamente enquanto habilita a Google a implantar a Google Wallet mais facilmente  através seu ecossistema de operador de rede móvel. No entanto, mesmo com a inclusão do HCE no Android 4.4, os bancos ainda precisavam que as maiores redes de cartões suportassem HCE. Quatro meses mais tarde, no Mobile World Congress 2014 (Congresso Mundial Mobile), Visa e MasterCard fizeram declarações públicas sobre apoiar a tecnologia HCE.
Em 18 de dezembro de 2014, a menos de dez meses após a Visa e a MasterCard anunciaram seu suporte para o HCE, o Royal Bank of Canada (RBC)(Banco Real do Canadá) tornou-se o primeira instituição financeira Norte-Americana a iniciar a aplicação comercial de pagamentos móveis usando a tecnologia HCE.
Como resultado da adoção do HCE, algumas empresas oferecem implementações modificadas que geralmente se concentram em fornecer segurança adicional para os canais de comunicação do HCE. Essas implementações se chamam HCE+.

## Impacto
NFC tem enfrentado problemas de adoção devido à falta de infra-estrutura (terminais) e a abordagem do Elemento Seguro, que impede as organizações com o desejo de participar de pagamentos móveis, devido aos altos custos iniciais de capital e às complexas relações de parceria.
Apoiando HCE no Android 4.4, o Google habilitou que qualquer organização que possa se beneficiar com a tecnologia NFC para fazer isso a um custo relativamente baixo. [carece de fontes?]

 Em algumas áreas, a nova arquitetura HCE  pode suportar pagamentos, programas de fidelidade, cartão de acesso e passes de trânsito.

## Implementação
Emulação de Cartão Host é a capacidade de transferência de informações de Near Field Communication (NFC) acontecer entre um terminal configurado para trocar informações de rádio NFC com uma placa NFC e um aplicativo de dispositivo móvel configurado para agir ou fingir emular as respostas funcionais de uma placa NFC.. O HCE exige que o protocolo NFC seja roteado para o sistema operacional principal do dispositivo móvel em vez de ser roteado para um chip Secure Element (SE) baseado em hardware local configurado para responder apenas como um cartão, sem outra funcionalidade..
Desde o lançamento do Android 4.4, o Google implementou o HCE no sistema operacional Android. O Google introduziu o suporte a plataformas para transações seguras baseadas em NFC por meio de HCE (Host Card Emulation), para pagamentos, programas de fidelidade, acesso a cartões, passes de trânsito e outros serviços personalizados. Com o HCE, qualquer aplicativo em um dispositivo Android 4.4 pode emular um cartão inteligente NFC, permitindo que os usuários toquem para iniciar transações com um aplicativo de sua escolha. Os aplicativos também podem usar um novo Modo Leitor para atuar como leitores de cartões HCE e outras transações baseadas em NFC.
O primeiro celular conhecido a suportar qualquer coisa como HCE fora da família Android foi o BlackBerry bold 9900, que foi disponibilizado pela primeira vez na Tailândia. Lançado juntamente com o BlackBerry 7 OS.
O sistema operacional CyanogenMod foi o próximo sistema operacional de dispositivos móveis conhecidos a suportar o HCE através do esforço de modificar a pilha NXP NFC conhecida como libnfc-nxp, o gerenciador de serviços NFC e as APIs do sistema operacional por Doug Yeager. As APIs do SO foram adaptadas para incluir dois novos tipos de tag que foram chamados de ISO_PCDA e ISO_PCDB, que também são padrões conhecidos de terminal ou PCD. Isso implicaria que você poderia "ler" uma tag da mesma maneira que você poderia ler um terminal..
A Microsoft anunciou novo suporte para pagamentos HCE NFC no Windows 10. Isso permitirá melhores fluxos de integração de pagamentos e permitirá a coexistência de HCE com elementos seguros baseados em UICC no Windows 10 e no Windows 10 Mobile.

## Usos
O HCE é usado para permitir transações entre dispositivos móveis e outros dispositivos de aquisição de credenciais. Esses dispositivos podem incluir outros dispositivos móveis, terminais de ponto de venda sem contato, catracas de trânsito ou uma variedade de touch pads de controle de acesso. Por exemplo, os desenvolvedores do Android podem aproveitar o HCE para criar experiências de pagamento específicas, como o uso do HCE para ativar um aplicativo móvel como um cartão de trânsito.